# Blogs&Docs
Blogs&Docs va ser una publicació de crítica cinematogràfica especialitzada en no ficció publicada entre el 2006 i el 2013, sent la primera dedicada exclusivament a la no ficció a Espanya.

## Fundació
Durant la dècada dels 2000 a Espanya i Catalunya es va viure un auge del cinema de no ficció amb l'aparició de noves generacions de cineastes, la creació de noves branques d'estudis i de festivals especialitzats. La publicació Blogs&Docs es va fundar el 2006 com a font d'informació i de crítica especialitzada d'aquestes corrents culturals. Va ser fundada per Miquel Martí Freixas i Elena Oroz.

## Línia editorial
Els continguts de Blogs&Docs (articles, ressenyes de pel·lícules i llibres, cròniques de festivals i d'exposicions, vídeo-entrevistes, publicació de curtmetratges) es van focalitzar en el cinema documental i experimental. Va ser un projecte multimèdia i interactiu que va comptar amb col·laboradors com Albert Alcoz, Sonia García López, Gonzalo de Pedro, Ingrid Guardiola o Ramiro Ledo.

## Història de la publicació
El primer número de Blogs&Docs es va publicar l'1 de novembre de 2006. Des dels seus inicis, va prestar atenció a cineastes emergents com Adán Aliaga, María Cañas, Andrés Duque, Chus Domínguez, Lluís Escartín, Virginia García del Pino, Isaki Lacuesta, Óscar Pérez o Elías Siminiani. Al llarg de la seva trajectòria, la revista va entrevistar cineastes internacionals com Alan Berliner, Wang Bing, Alain Cavalier, Abigail Child, Pedro Costa, Eduardo Coutinho, Harun Farocki, Miguel Gomes, Naomi Kawase, Sharon Lockhart, Hito Steyerl o Frederick Wiseman. La publicació va escriure sobre diversitat de festivals de cinema de no ficció com Cinéma du Réel París, FID Marsella, DocLisboa, Punto de Vista de Navarra o el cicle Xcèntric. El 15 de desembre de 2013 es va publicar el darrer número de la revista.
La publicació Blogs&Docs fou considerada com una referència fonamental pel desenvolupament d'una comunitat al voltant del documental, que naixent del documental va saber posar en diàleg el cine experimental, el videoart, o la ficció, creant la seva pròpia actualitat.

## Programació de sessions cinematogràfiques
Durant l'època de la publicació, Blogs&Docs va programar sessions de cinema en col·laboració amb Hamaca Media & Art Distribution i l'Associació DOCMA. En el període 2017 - 2019, Blogs&Docs va realitzar sessions de cinema periòdiques, amb un total de trenta-cinc en dos anys, al cinema Zumzeig Cinecooperativa de Barcelona. La seva activitat com a entitat va cessar el desembre de 2019.